# Anthophora neavei
Anthophora neavei là một loài Hymenoptera trong họ Apidae. Loài này được Vachal mô tả khoa học năm 1910.